# Circuit de Wigram Airfield
Le circuit de Wigram Airfield (Wigram Airfield Circuit en anglais) était un circuit néo-zélandais semi-permanent de sport mécanique situé sur l'aérodrome de Wigram à Christchurch.

## Histoire
La piste avait une longueur de 3 km avec une ligne droite de 1,3 km. La première course sur l'aérodrome, qui s'est tenue en 1949, est considérée comme la plus ancienne course de sport mécanique de Nouvelle-Zélande. Entre 1964 et 1975, le circuit accueillit une manche du championnat de Formule Tasmane. La piste fut abandonnée pour raisons de sécurité en 2000 après une ultime course de voitures anciennes.
En 1974, le circuit fut l'hôte du Grand Prix de Nouvelle-Zélande remporté par le pilote australien John McCormack. Depuis 1949, il accueillait le Lady Wigram Trophy, organisé par le Canterbury Car Club, avant que l'épreuve soit transférée sur le circuit de Ruapuna Park situé lui aussi à Christchurch.
La société propriétaire de l'aérodrome, Ngai Tahu Property, a acquis le circuit et fermé l'aérodrome au trafic aérien en septembre 2008 et prévoit de démolir le site pour construire des logements.